# 赤髪の少女
『赤髪の少女』（あかがみのしょうじょ、仏: Fille aux cheveux roux、英: Girl with Red Hair）は、日本の洋画家黒田清輝が1892年（明治25年）に描いた絵画。萌え立つような新緑が広がる果樹園の中に1人の少女の後ろ姿が佇んでいる様子が描かれている。パリ近郊の芸術家村、グレー＝シュル＝ロワンで製作された。美術研究者の田中淳は、黒田のグレー村滞在期の代表的な作品の1つであるとしている。カンヴァスに油彩。縦80.6センチメートル、横64.5センチメートル。東京国立博物館に所蔵されている。フランス語文献では “Jeune fille rousse” とも表記される。1892年（明治25年）ごろの製作としている文献もある。
現在『赤髪の少女』と呼ばれている本画は、かつて『ブレハの少女』などと呼ばれていたことがある。一方、現在『ブレハの少女』と呼ばれているアーティゾン美術館所蔵作は、かつて『赤髪の少女』などと呼ばれていたことがある。本項では、特記のない限りいずれの作品も現在の名称で呼称・表記するものとする。

## 名称

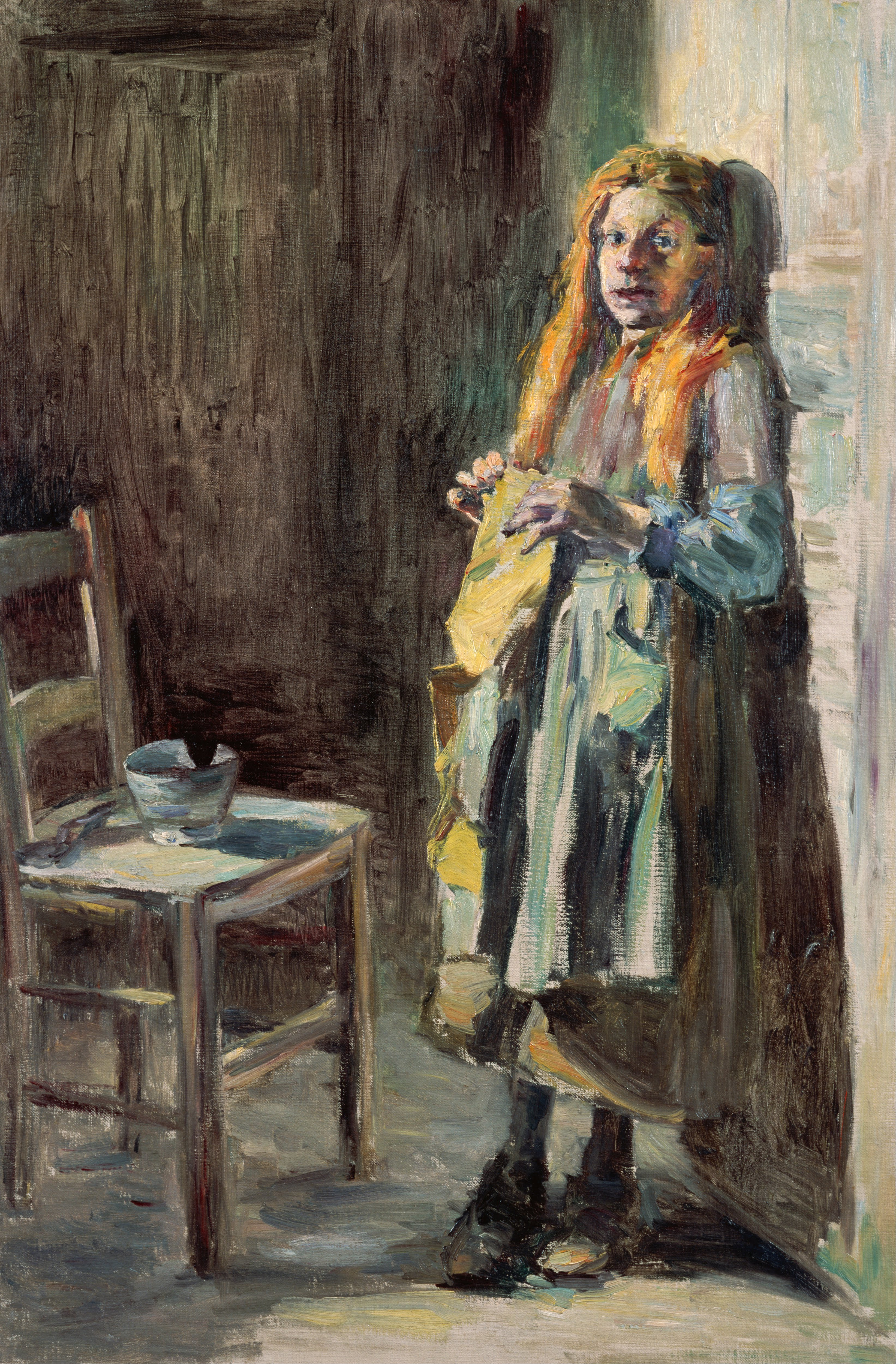
黒田清輝『ブレハの少女』、1891年、アーティゾン美術館所蔵

本画の『赤髪の少女』という名称が定着するのは、1954年（昭和29年）ごろである。それより前は『ブレハの少女』などと呼称されていた。一方で、現在『ブレハの少女』と呼称されている、1891年（明治24年）製作、アーティゾン美術館所蔵の作品は、その呼称が定着するのが1954年（昭和29年）ごろであり、それより前は『赤髪の少女』などと呼称されていた。
アーティゾン美術館の貝塚健によると、黒田の夫人である照子（金子たね）および美術史家の隈元謙次郎の2人が『赤髪の少女』および本画『ブレハの少女』の名づけに大きく関わっているとされる。

## 由来

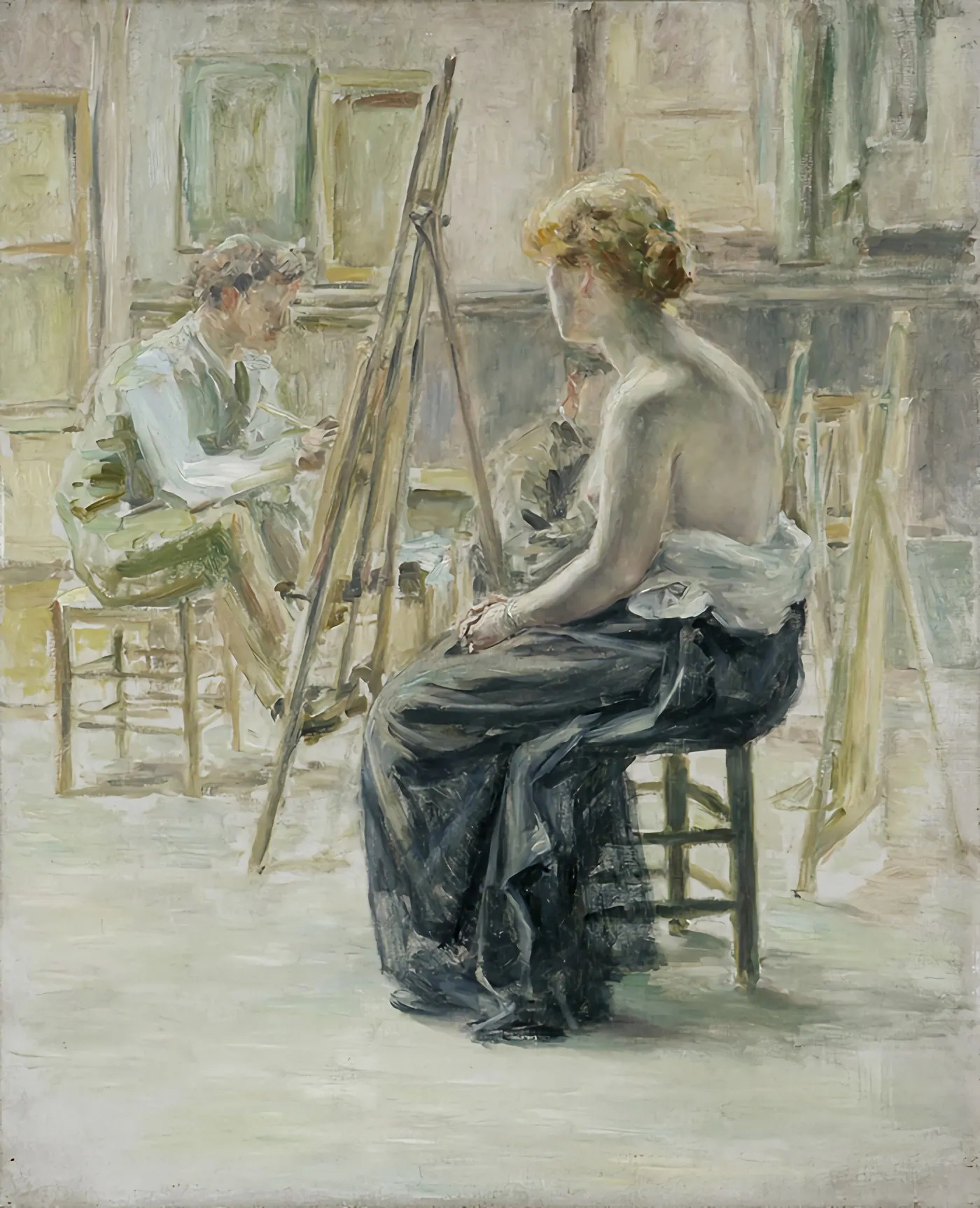
『アトリエ』、1890年、鹿児島市立美術館所蔵

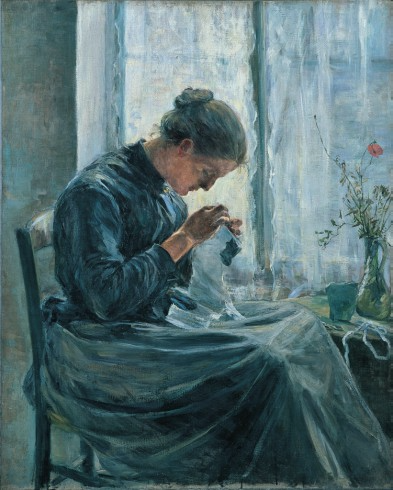
黒田清輝『針仕事』、1890年、アーティゾン美術館所蔵

『ブレハの少女』および本画『赤髪の少女』の2つの作品は、黒田がフランスに滞在していた期間中に美術商の林忠正に譲渡された。林が1906年（明治39年）に死去すると、その後に行われたコレクションの売り立てで山中定次郎が社長を務めた山中商会の所蔵するところとなった。この売り立ての際に林の甥にあたる長崎周蔵が編集した『林忠正蒐集西洋絵画図録』（1908年）には、本画『赤髪の少女』は『処女後姿（半身）』というタイトルで掲載されている。
1924年（大正13年）11月5日から同月15日にかけて東京美術学校で開催された黒田清輝先生遺作展覧会に『ブレハの小女』というタイトルで本画が出展された。1925年（大正14年）に審美書院より刊行された和田英作編『黒田清輝作品全集』では、『ブレハの少女』というタイトルになっている。
1932年（昭和7年）11月25日から同月27日にかけて山中商会の主催による世界古美術展覧会が日本美術協会および常盤花壇において開催された。同展覧会は売り立てを目的としたものであった。このときの図録『世界古美術展覧会』では本画は『少女ノ後姿』というタイトルで掲載されている。この図録には、黒田の『ブレハの少女』『赤髪の少女』のほかに『アトリエ』（1890年、鹿児島市立美術館所蔵）『針仕事』（1890年、アーティゾン美術館所蔵）の4点の額縁つきの複製図版が掲載されている。4点の額縁はデザインが同一であり、林がフランスでまとめて額装を行ったと考えられる。同展覧会で照子は、この4点のうち『ブレハの少女』『赤髪の少女』『アトリエ』の3点を購入した。
1933年（昭和8年）6月3日、本画が照子から帝国美術院附属美術研究所（現、東京文化財研究所）に寄贈される。このとき初めて本画に『赤髪の少女』という名がつけられた。同年10月17日から同月31日にかけて恩賜京都博物館（現、京都国立博物館）で開催された黒田清輝遺作展で『赤髪の少女』というタイトルで出展される。
1942年（昭和17年）に刊行された石井柏亭の『日本絵画三代志』は、本画を『少女の後姿』と表記している。1952年（昭和27年）に開催されたブリヂストン美術館（現、アーティゾン美術館）の開館記念展覧会で本画が『赤髪の少女』というタイトルで出展される。
1954年（昭和29年）7月8日から同月27日にかけて国立近代美術館（現、東京国立近代美術館）で開催された黒田清輝展に『赤髪の少女』というタイトルで本画が出展された。これ以降、『赤髪の少女』というタイトルが定着している。

## 作品

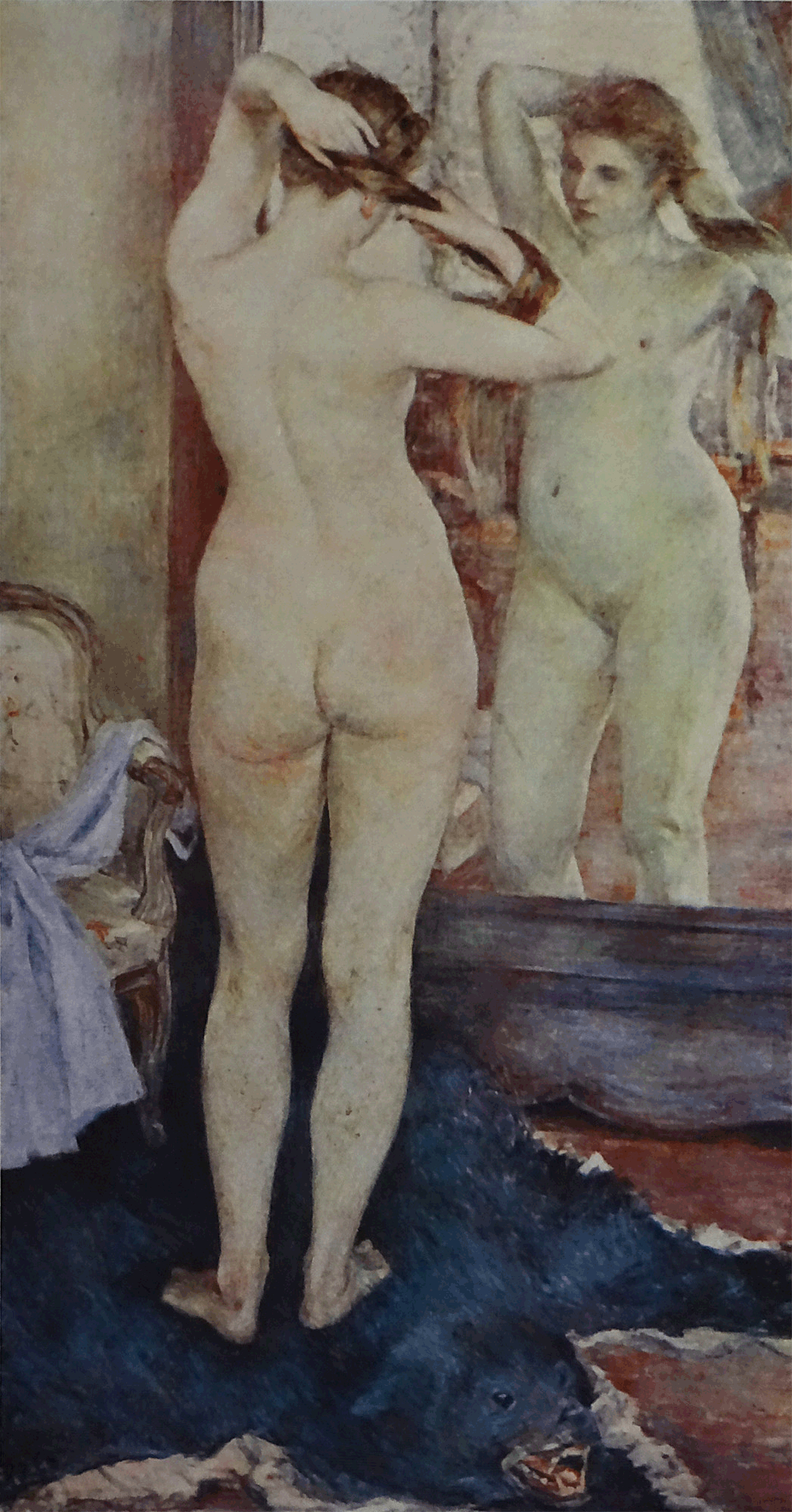
黒田清輝『朝妝』、1892年 - 1893年

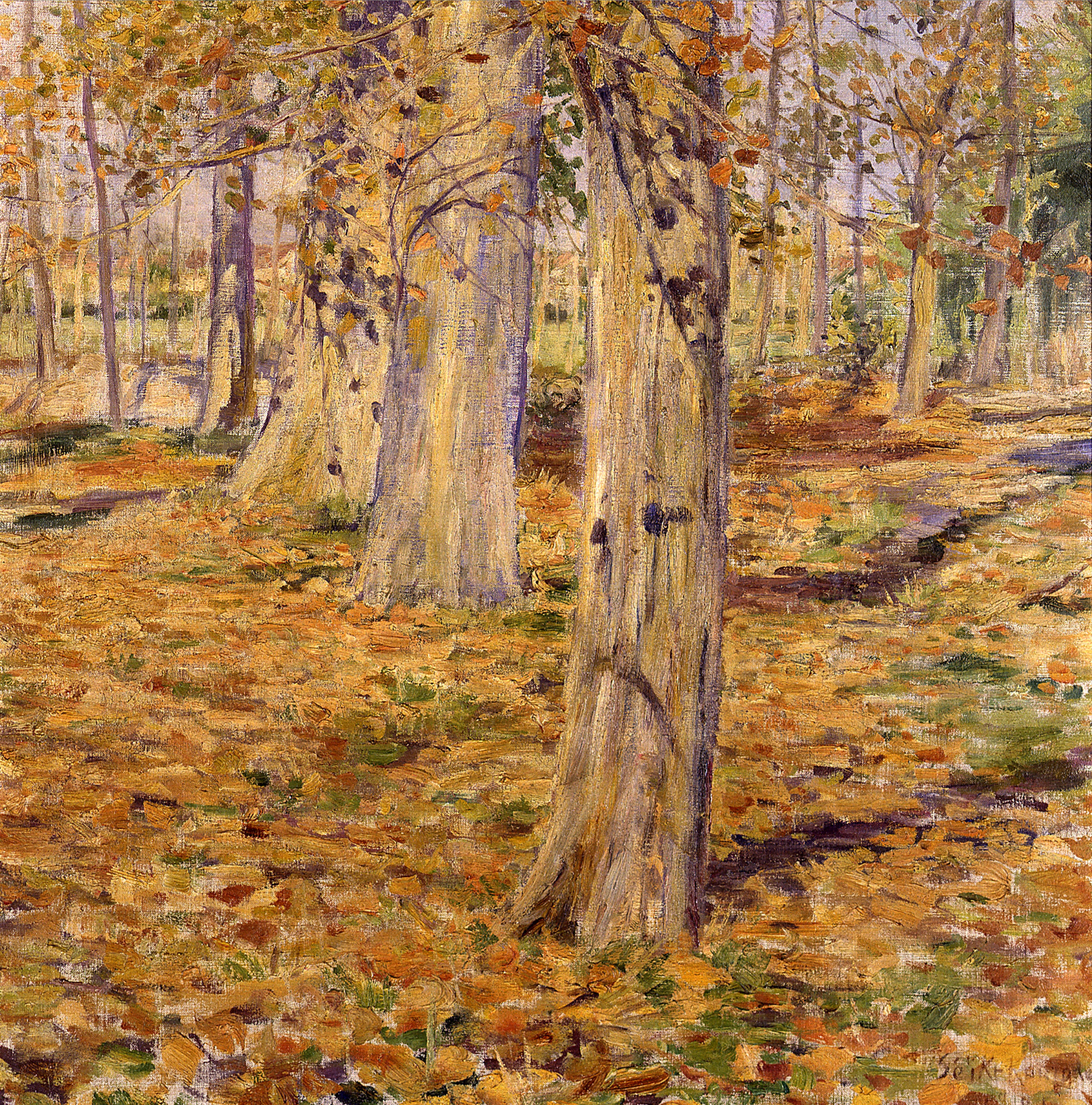
黒田清輝『落葉』、1891年、東京国立近代美術館所蔵

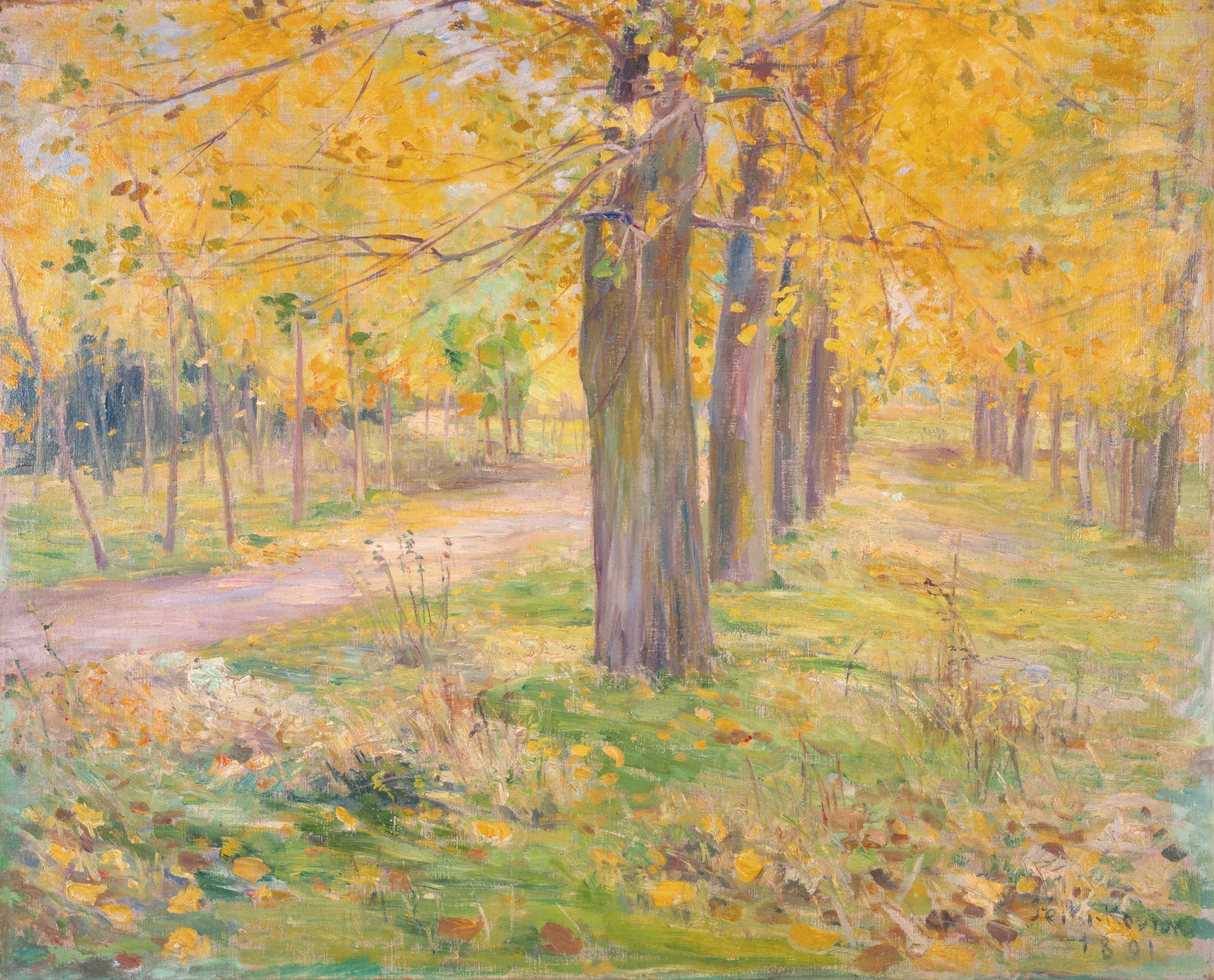
黒田清輝『ポプラの黄葉』、1891年、島根県立石見美術館所蔵

少女の後ろ姿の上半身が描かれている。女性の後ろ姿を描いた黒田作品はまれであるが、本画のほかに『朝妝』（1892年 - 1893年）『花野』（1907年 - 1915年、東京国立博物館所蔵）『森の中』（1910年、東京国立博物館所蔵）などがその例にあたる。
少女は、萌え立つような新緑が広がる果樹園の中に佇んでいる。季節は夏の初めの頃であり、時間帯は朝である。彼女のそばには、イチジクの樹木がある。少女はブロンドの髪を後ろで束ねている。濃く深い紺色をした飾り気のない衣服を身につけている。少女の髪や衣服には、樹木の葉や枝の間から漏れた柔らかい陽光が当たっている。少女は右腕にかごを提げている。
全体的に明るい色調で塗られている。黒田がフランスに滞在していた期間中に製作した作品の中で、印象主義的要素の強い作品としては『落葉』（1891年、東京国立近代美術館所蔵）や『ポプラの黄葉』（1891年、島根県立石見美術館所蔵）などがあるが、本画もその例に漏れない。

## モデル

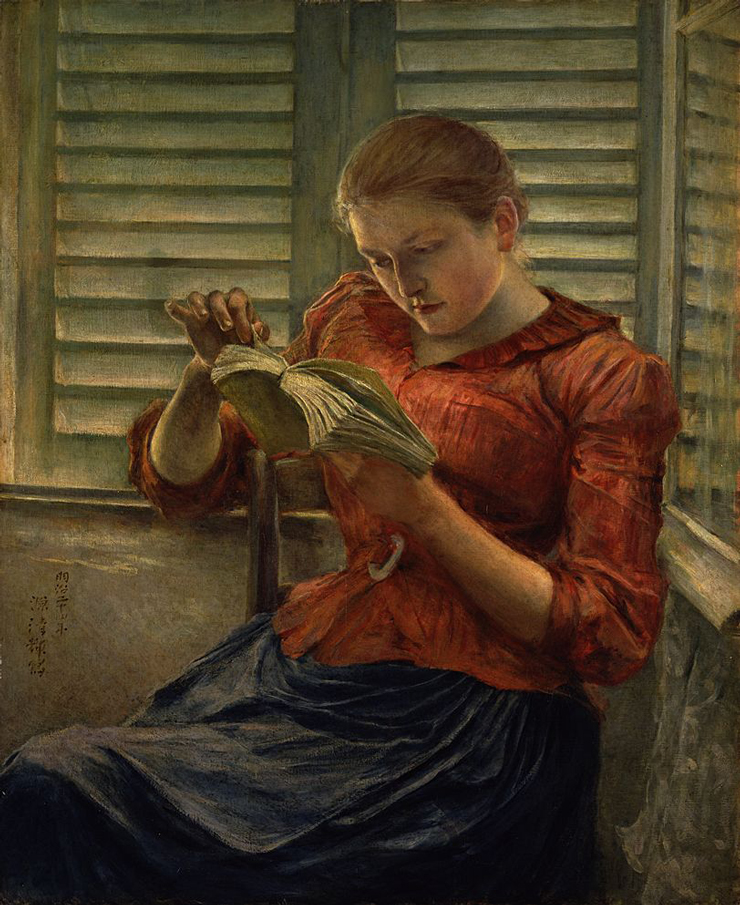
黒田清輝『読書』、1891年、東京国立博物館所蔵

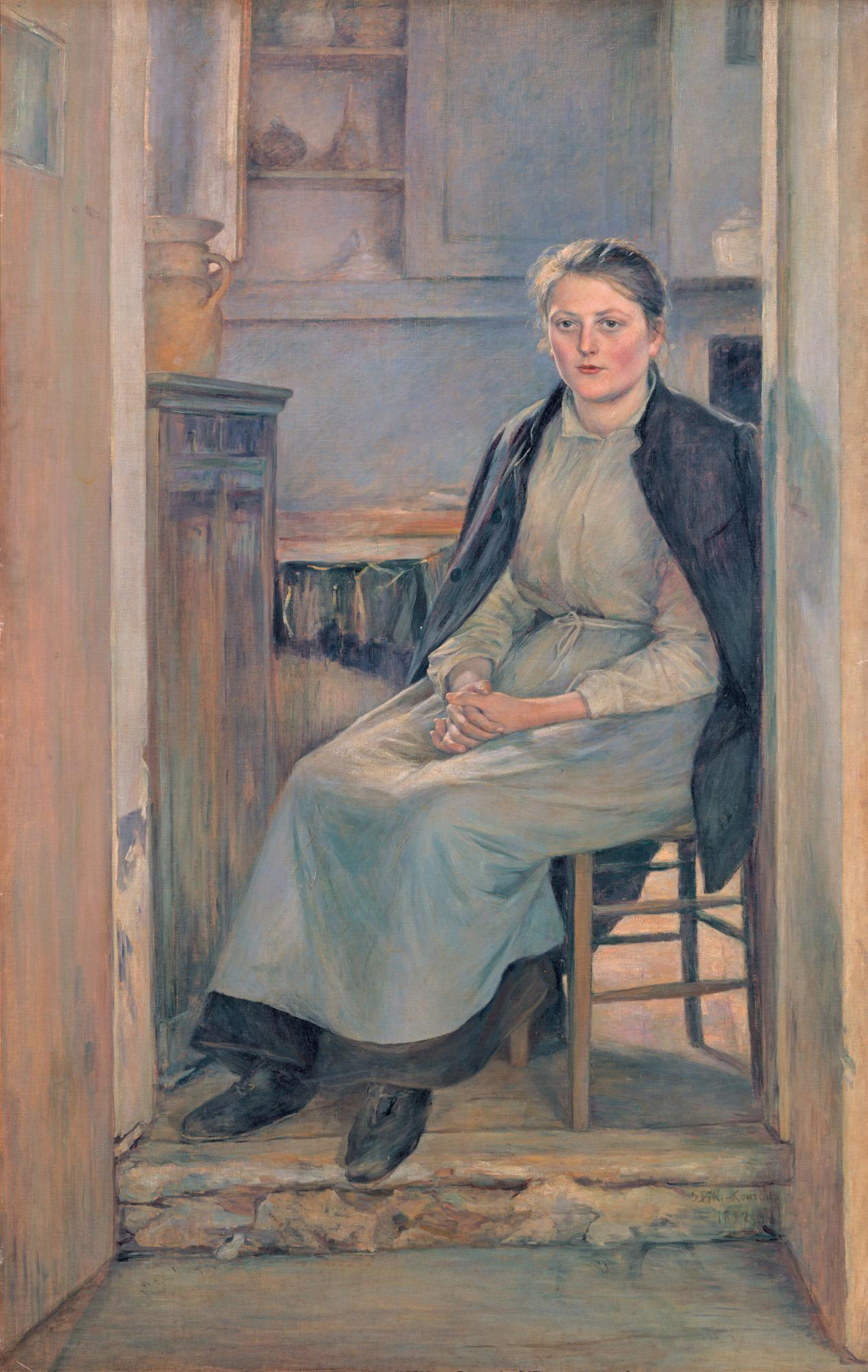
黒田清輝『婦人像（厨房）』、1891年 - 1892年、東京藝術大学大学美術館所蔵

本画のモデルは、『読書』（1891年、東京国立博物館所蔵）や『婦人像（厨房）』（1891年 - 1892年、東京藝術大学大学美術館所蔵）と同じくマリア・ビョー（仏: Maria Billaut、1870年 - 1960年）という女性である。マリアは、ドイツ人の血を引く東部フランス人である。隈元によると、無邪気な性格をしていた。髪はブロンドで、肌は白く血色が良かった。
父親は、ユージェーヌ・ビョー（Eugène Billault、1835年 - 1886年）である。母親は、セリーヌ・ローズ・ジョゼフィーヌ・ベラミー（Céline Rose Joséphine Bellamy、1835年 - 1913年）といい、グレー村で生まれた人物である。黒田は、マリアの姉のセリーヌが所有していたグレー村の小住宅をアトリエ兼住居として使っていた。

## 比較

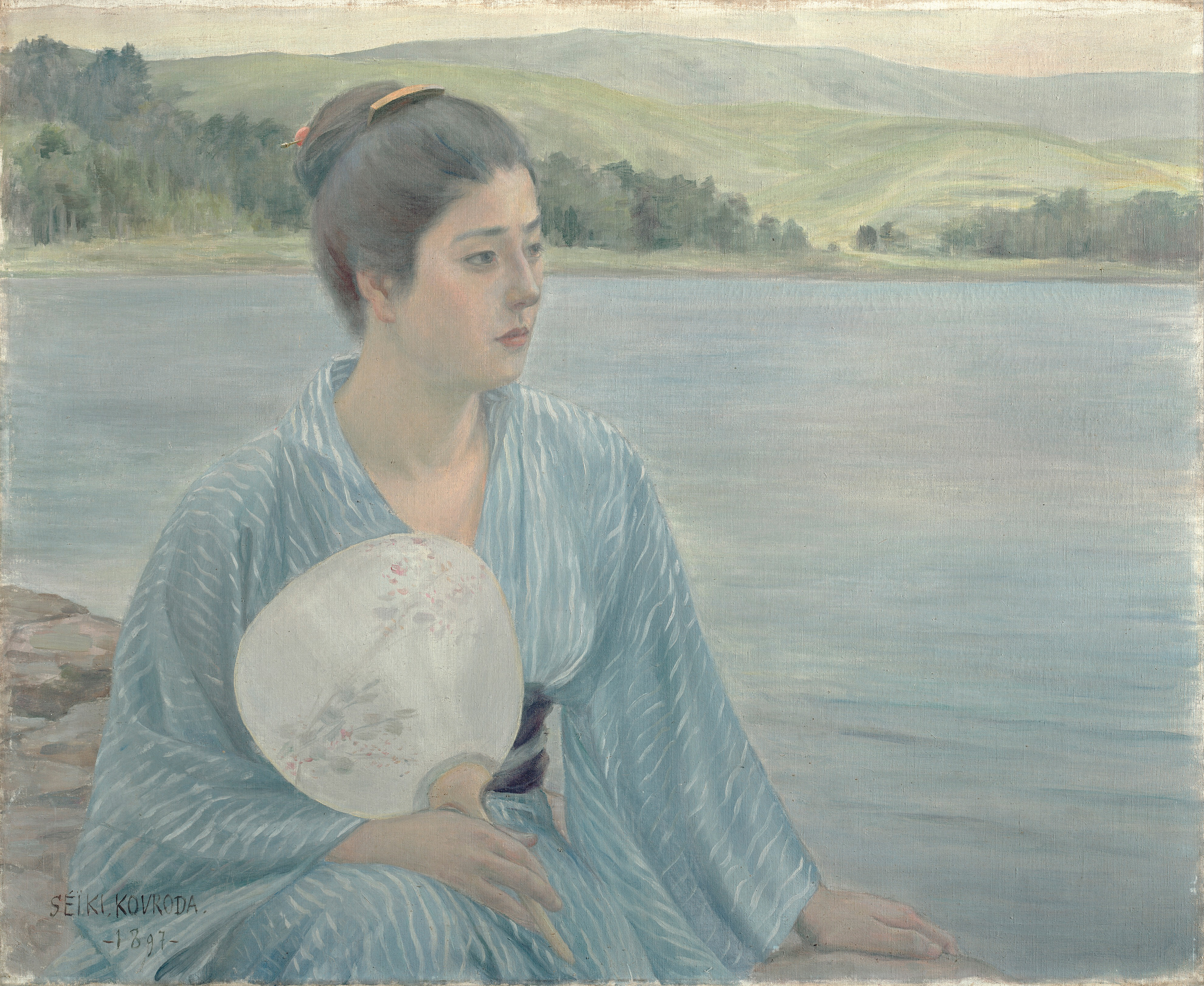
黒田清輝『湖畔』、1897年、東京国立博物館所蔵

美術史学者の三浦篤は、本画『赤髪の少女』や『婦人図（厨房）』は、フランスの画家ジュール・バスティアン＝ルパージュの自然主義の作品に色濃い影響を受けているとの旨を述べている。また三浦は、本画は筆触の瑞々しさや明るい外光表現などの点でクロード・モネなどの印象主義の作品を意識して描かれたとみられるが、印象主義の諸作と比較して色調は穏やかであり、ベルギーの光輝主義の画家エミール・クラウスによる『昼休み』（1887年 - 1890年、個人蔵）のような作風に近いとしている。
田中は、黒田の『湖畔』（1897年、東京国立博物館所蔵）は、奥行き感が非常に乏しい作品であるのに対し、本画は少女の奥へと広がる空間を意識して描かれた作品であるとしている。1892年（明治25年）に製作が試みられた『夏』の中央に立つ女性は後ろ姿であり、同時期の『西洋婦人納涼図』の中央に座る女性も後ろ姿である。美術評論家の陰里鉄郎は、黒田はこの頃、女性の後ろ姿を描くことに高い関心を抱いていたようであるとの旨を述べている。

## 評価・解釈
陰里は、画家は少女像の描写よりも外光の描写や表現に力を入れて製作したようであり、着衣に包まれた肉体が描き切れていないところに弱点があるのではないかとの旨を述べている。美術史家で美術評論家の森口多里は本画について、筆のタッチが力強く、色調が明るく澄んでいるとしたうえで、次のように評価している。
緑葉を透かしてくる外光の効果が強く美しく描かれている—森口多里、『洋画研究』、1933年8月
黒田は、18世紀フランスの詩人アンドレ・マリー・シエニエが詩で表現したような理想郷としての牧場に対する憧れを書簡に記している。美術史研究者の山梨絵美子は、本画『赤髪の少女』や『夏』、あるいはこうした作品の背景とほとんど変わらないような風景画である『原』（1889年、東京国立博物館所蔵）や『枯れ野原』（1891年、東京国立博物館所蔵）といった作品は、そうした理想郷の一部を描いたものと考えることができるとしている。
田中は、本画は黒田のグレー村滞在期の代表的な作品の1つであるとしている。洋画家で美術評論家の石井柏亭は『日本絵画三代志』の中で、本画が完成度の高い作品であるとし、黒田が師事した画家ラファエル・コランの作品の影響が外光表現などに認められるとしている。
松本誠一は、ヨーロッパの絵画に描かれた後ろ姿の人物像は、身体全体で大きな方向性や運動感を表現しているのに対し、黒田作品にみられる後ろ姿の人物像の多くは、単純にある漠然とした視線を示しているだけで、本画『赤髪の少女』にそれが顕著に表れているとの見方を述べている。